# Брюгел, Аманда
Аманда Брюгел (англ. Amanda Brugel, род. 24 марта 1978) — канадская телевизионная актриса. Она родилась в Пуант-Клере, Квебек, и окончила Йоркский университет в 2000 году, после чего регулярно появлялась в сделанных для кабельного телевидения фильмах и.
Наиболее известна благодаря работам на канадском телевидении, у неё были регулярные роли в сериалах «Тайная жизнь жен хоккеистов» (CBC, 2008), «Парадайз-фоллз» (Showcase, 2008) и «Семя» (City, 2013—2014). На американском телевидении у неё были второстепенные роли в «Фирма», «Тайные операции» и «Тёмное дитя». Брюгел также появилась в нескольких кинофильмах, включая «Джейсон X», «Принц и я», «Вороньё», «Химера», «Звёздная карта», «Призвание» и «Комната», а в 2014 году получила ACTRA Award за роль в комедии «Секс после детей». Также снималась в сериале "Рассказ Служанки" в 2020 году в роли "марфы" экономки поварихи  в доме Уотерфордов.